# Gilbert Shelton
Gilbert Shelton (ur. 31 maja 1940 w Houston) – amerykański twórca komiksów, rysownik i scenarzysta działający w obszarze undergroundu. Twórca plakatów. Artysta znajduje się w The Will Eisner Award Hall of Fame (obok takich twórców komiksu jak Robert Crumb i Richard Corben). Shelton jest twórcą komiksów Wonder Wart-Hog oraz Not Quite Dead. W drugiej połowie lat sześćdziesiątych w San Francisco powstały jego dwie najważniejsze serie The Fabulous Furry Freak Brothers (1968) oraz Fat Freddy's Cat (1969). Są to historie trzech zwariowanych hippisów oraz ich kota, tytułowi bracia biorą narkotyki i zmagają się z establishmentem.

## Ciekawostki
- Shelton w latach sześćdziesiątych przyjaźnił się z Janis Joplin.
- W latach sześćdziesiątych został powołany do armii amerykańskiej, jednak lekarze uznali go za niezdolnego do służby z powodu zażywania narkotyków psychodelicznych.
- Obecnie artysta mieszka w Paryżu.